# Espaço Rap 4
Espaço Rap 4 é a quarta edição da coletânea musical de rap Espaço Rap, produzida por vários artistas do gênero. Foi lançada em 2000 e contém 13 faixas.

## Faixas
1. Saudades Mil - 509-E
2. É o Terror - GOG
3. Tático Cinza - Face da Morte
4. Cada um Cada um - Combinação Lethal
5. Realidade - Jigaboo
6. Canções - Conexão do Morro
7. Segue a Rima - Xis
8. Sem Fé - Expressão Ativa
9. União - Charlie Brown Jr., Consciência Humana e De Menos Crime
10. Como Vai Mano - Cartel Central
11. Contagiante - Comando DMC
12. H.aço (Ao vivo) - DMN
13. Dia de Visita (Ao vivo) - Realidade Cruel